# Mark Shera
Mark Shera (Bayonne (New Jersey) 10 juli 1949), geboren als Mark Shapiro, is een Amerikaanse acteur.

## Biografie
Shera is geboren en getogen in Bayonne, New Jersey. Hij heeft gestudeerd aan de Universiteit van Boston en heeft daar in 1971 zijn diploma gehaald in acteren. In december van dat jaar keerde hij terug naar Boston en verscheen in het toneelstuk Godspell voor een periode van negen maanden. Hierna ging het toneelstuk op tournee door Amerika en toen werd Shera gespot door een filmproducent uit Hollywood en deze nodigde hem uit voor een rol in de film Nicky’s World (1974). Dit was het begin van zijn acteerperiode in televisieseries en films.
Shera is vooral bekend geworden met zijn rol als Dominic Luca in de televisieserie S.W.A.T. (37 afl) (1975-1976) en als Jedediah Romano "J.R." Jones in de televisieserie Barnaby Jones (93 afl) (1976-1980).

## Filmografie

### Films
- 1990 Ladies on Sweet Street – als Patrick
- 1987 Right to Die – als Roger
- 1984 His Mistress – als Jeff Perkins
- 1983 Adams House – als Michael Purcell
- 1974 Nicky’s World – als Nicky Kaminios

### Televisieseries
Uitgezonderd eenmalige gastrollen.
- 1986 Murder, She Wrote – als Raymond Carmody – 2 afl.
- 1986 Blacke’s Magic – als Ted Byrnes – 2 afl.
- 1976 – 1980 Barnaby Jones – als Jedediah Romano J.R. Jones – 93 afl.
- 1975 – 1976 S.W.A.T. – als Dominic Luca – 37 afl.

- Biblioteca Nacional de España: XX4706418
- International Standard Name Identifier: 0000 0001 1807 0101
- Library of Congress Control Number: n2017056599
- Virtual International Authority File: 169019524
- WorldCat: E39PBJjXpF7tB7W6tYb7RtGfv3